# Seznam ameriških hitrostnih drsalcev
Seznam ameriških hitrostnih drsalcev.

## B
Bonnie Blair - KC Boutiette - 

## C
Connie Carpenter-Phinney - 

## H
Beth Heiden - Eric Heiden - 

## J
Dan Jansen - 

## O
Apolo Anton Ohno - 

## P
Derek Parra - 

## S
Shani Davis - 

## W
Dan Weinstein (atlet) - Chris Witty - 